# بلاوسي
بلاوسي (بالإنجليزية: Blausee، حرفيا: البحيرة الزرقاء) هي بحيرة صغيرة في سويسرا، في وادي كاندر شمال كاندرغراند على بعد 887 متر (2,910 قدم) بالقرب من نهر كاندر. تنتمي إداريًا إلى بيرنيز أوبرلاند. تبلغ مساحة البحيرة 0.64 هكتار (1.6 أكر) . يمكن الوصول إلى البحيرة بالحافلة من محطتي قطار فروتغين أو كاندرستيج. وهي مقصد سياحي مشهور.

## معرض الصور

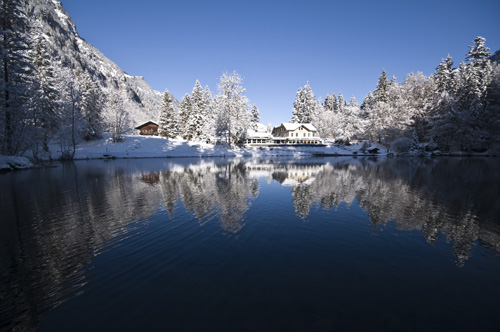
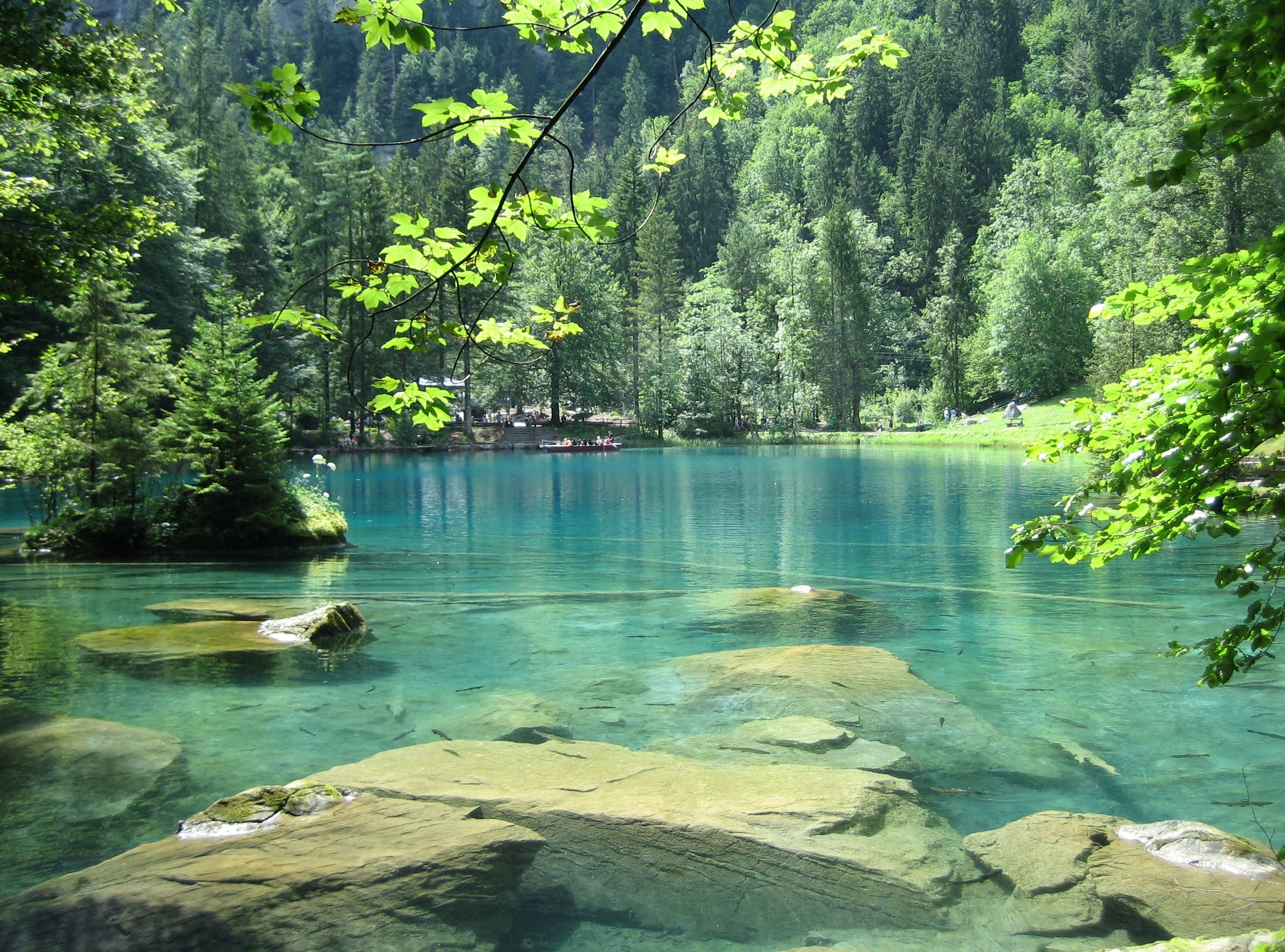
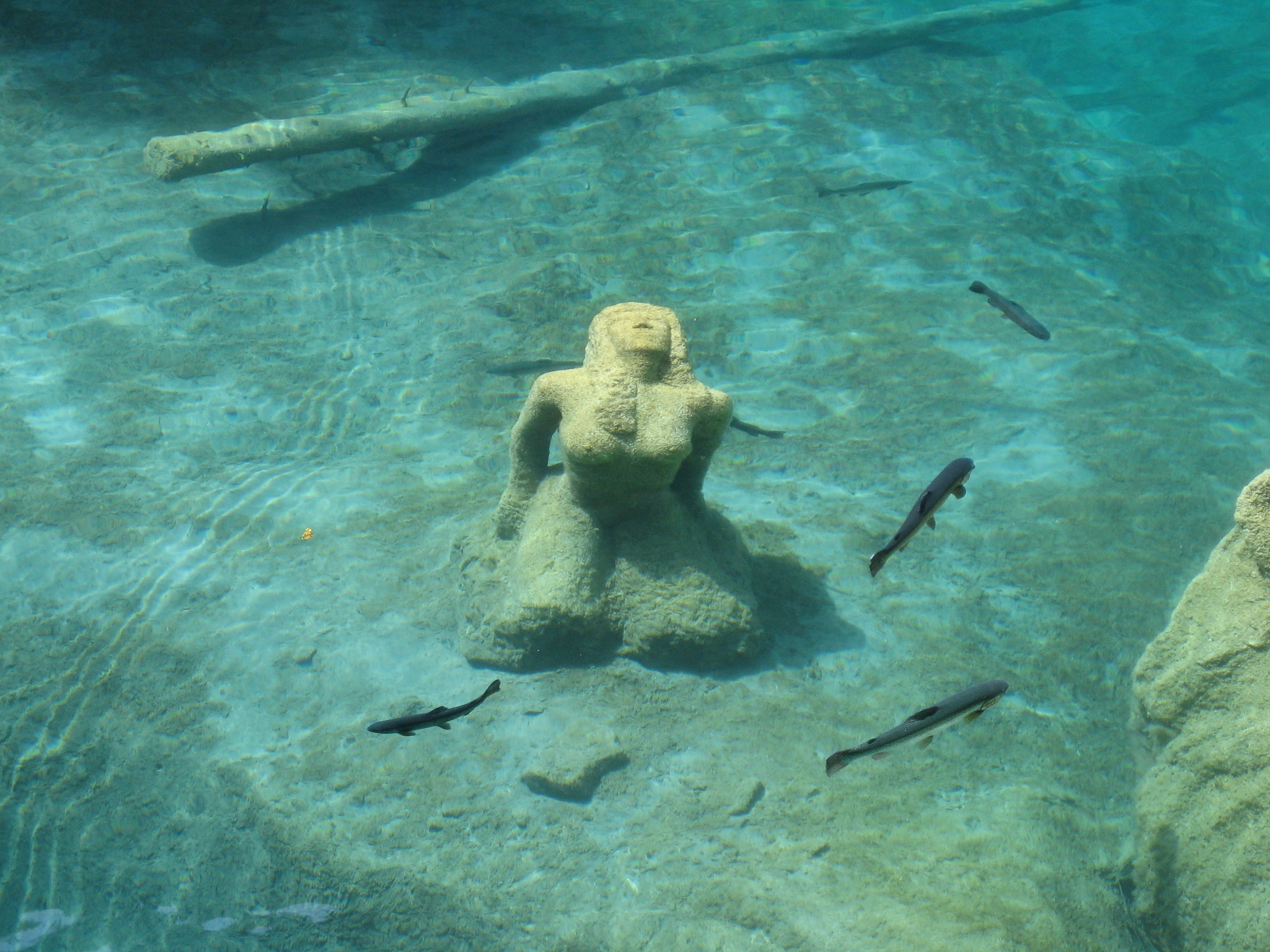

## روابط خارجية
- Blausee.ch باللغة الإنجليزية معلومات السياح